# Una luz en la ventana
Una luz en la ventana es una película de terror argentina en blanco y negro de 1942, dirigida por Manuel Romero según su propio guion, la cual se estrenó el 12 de mayo de 1942. La cinta está protagonizada por Narciso Ibáñez Menta, Juan Carlos Thorry, Irma Córdoba y Severo Fernández.

## Reparto
- Narciso Ibáñez Menta como el Dr. Herman
- Juan Carlos Thorry como Mario Frías.
- Irma Córdoba como Angélica.
- Severo Fernández como Juan.
- Nicolás Fregues como Dr. Roberts
- María Esther Buschiazzo como Sra. Herman
- Aníbal Segovia como El Mudo.
- Fernando Campos como Sereno.
- Gerardo Rodríguez como Oficial.
- Pedro Pompillo como Sargento.